# یونسوو (شهرستان سالاواتسکی، باشقیرستان)
یونسوو (انگلیسی: Yunusovo, Salavatsky District, Republic of Bashkortostan) یک شهرک در شهرستان سالاواتسکی استان باشقیرستان کشور روسیه است.